# A megölhetetlen
A megölhetetlen (eredeti cím: Don't Kill it) 2016-ban bemutatott amerikai horrorfilm-vígjáték Mike Mendez rendezésében. A főbb szerepekben Dolph Lundgren, Kristina Klebe, Tony Bentley, James Chalke és Miles Doleac látható.
Először Hamburgban, a Fantasy Filmfesztiválon mutatták be 2016. augusztus 27-én. Észak-Amerikában 2016. szeptember 26-án volt a premierje, a Texasban megrendezett Fantastic Fesztiválon. Végül korlátozott számú filmszínházban vetítették 2017. március 3-től. Magyarországon kizárólag DVD-n jelent meg.

## Cselekmény
A film középpontjában a démonvadász Jebediah Woodley áll. Mississippibe utazik abban a reményben, hogy egyszer és mindenkorra elpusztíthat egy ősi gyilkos démont.

## Szereplők
| Szerep               | Színész                | Magyar hang        |
| -------------------- | ---------------------- | ------------------ |
| Jebediah Woodley     | Dolph Lundgren         | Jakab Csaba        |
| Evelyn Pierce ügynök | Kristina Klebe         | Kisfalvi Krisztina |
| Dunham parancsnok    | Tony Bentley           | Várkonyi András    |
| Erikson atya         | James Chalke           | Rosta Sándor       |
| Otis Willard         | Toby Bronson           | Orosz István       |
| Mrs. Macallum        | Karen Kaia Livers      | Kocsis Mariann     |
| Frank                | Michael Aaron Milligan | Szalay Csongor     |

## Bemutató és fogadtatás
Miután két  alkalommal elhalasztották, a film legfontosabb felvételeit Lexingtonban és Mississippiben forgatták le, 2015 karácsonyától kezdve. a film forgatását 17 nap alatt fejezték be. 
A film többnyire pozitív visszajelzéseket kapott a kritikusoktól, összpontszáma 5,2/10 lett az IMDb-n. Noel Murray (Los Angeles Times) szerint évek óta ez volt Lundgren legszórakoztatóbb filmje.

## Fordítás
- Ez a szócikk részben vagy egészben  a   Don't Kill It című angol Wikipédia-szócikk ezen változatának fordításán alapul.  Az eredeti cikk szerkesztőit annak laptörténete sorolja fel. Ez a jelzés csupán a megfogalmazás eredetét és a szerzői jogokat jelzi, nem szolgál a cikkben szereplő információk forrásmegjelöléseként.